# 帕納卡 (內華達州)
帕納卡（英語：Panaca）是位於美國內華達州林肯縣的普查規定居民點。

## 歷史
帕納卡的郵局自1867年營運至今。

## 人口
根據2020年美國人口普查的數據，帕納卡的面積為7.98平方千米，皆為陸地。當地共有人口870人，而人口密度為每平方千米109.02人。